# Núcleo de Informação e Coordenação do Ponto BR
O Núcleo de Informação e Coordenação do Ponto BR (NIC.br)  é uma associação, sem fins lucrativos, criada 08 de março de 2005 pelos membros do Comitê Gestor da Internet no Brasil (CGI.br) para a execução do registro de Nomes de Domínio, alocação de endereços IP e administração do domínio nacional de nível superior (ccTLD) ".br", atualmente exercendo atividades de regulação, segurança ímpares na sua área de atuação.

## Composição e quadro social
Conforme o estatuto do NIC.br, seu quadro social é composto por três espécies de associados: fundadores, especiais e honorários. De forma geral, são sempre membros titulares, suplentes em exercício ou antigos membros do CGI.br. Não obstante, apenas os membros em exercício do CGI.br possuem direito a voto.
1. Fundadores: são aqueles membros do CGI.br que estavam em exercício quando da constituição do NIC.br, aqueles que estavam em exercício quando da aprovação de seu estatuto.
2. Especiais: são aqueles que, não sendo fundadores, venham a sê-lo posteriormente.
3. Honorários: são aqueles membros fundadores ou especiais que deixarem de ser membros titulares do CGI.br e, eventualmente, aqueles que hajam prestado relevantes serviços à Internet do Brasil, conforme critério e aprovação pela assembleia geral da entidade.

## Atribuições
- o registro e manutenção dos nomes de domínios que usam o .br, e a distribuição de números de Sistema Autônomo (ASN) e endereços IPv4 e IPv6 no País, por meio do Registro.br;
- o tratamento e resposta a incidentes de segurança em computadores envolvendo redes conectadas à Internet no Brasil, atividades do CERT.br;
- projetos que apoiem ou aperfeiçoem a infraestrutura de redes no País, como a interconexão direta entre redes (PTT.br) e a distribuição da Hora Legal Brasileira. Esses projetos estão a cargo do CEPTRO.br;
- a produção e divulgação de indicadores e estatísticas e informações estratégicas sobre o desenvolvimento da Internet no Brasil, sob responsabilidade do CETIC.br;
- promover estudos e recomendar procedimentos, normas e padrões técnicos e operacionais, para a segurança das redes e serviços de Internet, bem assim para a sua crescente, facilitada e adequada utilização pela sociedade brasileira;
- o suporte técnico e operacional ao LACNIC, Registro de Endereços da Internet para a América Latina e Caribe.
- hospedar o Escritório brasileiro do W3C, que tem como principal atribuição desenvolver padrões para Web.

## Histórico
Em maio de 2020, o CEPTRO.br lançou o podcast Camada 8, com episódios mensais para discutir temas relacionados a infraestrutura da Internet, redes de comunicação e tecnologia.